# Campeonato Pan-Americano de Handebol Masculino Sub-21
O Campeonato Pan-Americano de Handebol Masculino Sub-21 é a competição oficial de seleções de handebol da América do Norte, América Central e Caribe e América do Sul. Criado em 1993, e desde então realizado a cada dois anos.

## Resultados
| 1993 Detalhes | Foz do Iguaçu    | Argentina | Sem playoffs | Brasil    | Uruguai    | Sem playoffs | Paraguai       |
| 1997 Detalhes | Pontal do Paraná | Brasil    | 24 – 20      | Argentina | Uruguai    | 21 – 17      | Chile          |
| 1999 Detalhes | Guaynabo         | Brasil    | 23 – 10      | Argentina | Porto Rico | 21 – 18      | Colômbia       |
| 2001 Detalhes | Atlanta          | Brasil    | 26 – 23      | Argentina | Canadá     | 22 – 21      | Chile          |
| 2002 Detalhes | Santiago         | Argentina | Sem playoffs | Brasil    | Porto Rico | Sem playoffs | Chile          |
| 2005 Detalhes | Mar del Plata    | Argentina | Sem playoffs | Brasil    | Chile      | Sem playoffs | Uruguai        |
| 2007 Detalhes | Santiago         | Argentina | 29 – 28      | Brasil    | Chile      | 24 – 20      | Uruguai        |
| 2009 Detalhes | Buenos Aires     | Argentina | Sem playoffs | Brasil    | Groelândia | Sem playoffs | Chile          |
| 2011 Detalhes | Brasília         | Argentina | Sem playoffs | Brasil    | Canadá     | Sem playoffs | Chile          |
| 2013 Detalhes | Mar del Plata    | Brasil    | 25 – 21      | Argentina | Chile      | 34 – 28      | Porto Rico     |
| 2015 Detalhes | Foz do Iguaçu    | Brasil    | Sem playoffs | Argentina | Chile      | Sem playoffs | Uruguai        |
| 2017 Detalhes | Assunção         | Brasil    | 31 - 23      | Argentina | Chile      | 23 - 18      | Estados Unidos |

## Quadro de Medalhas
| Ordem | País        | Medalha de ouro | Medalha de prata | Medalha de bronze | Total |
| ----- | ----------- | --------------- | ---------------- | ----------------- | ----- |
| 1     | Argentina   | 6               | 6                | 0                 | 12    |
| 1     | Brasil      | 6               | 6                | 0                 | 12    |
| 3     | Chile       | 0               | 0                | 5                 | 5     |
| 4     | Canadá      | 0               | 0                | 2                 | 2     |
| 4     | Porto Rico  | 0               | 0                | 2                 | 2     |
| 4     | Uruguai     | 0               | 0                | 2                 | 2     |
| 7     | Gronelândia | 0               | 0                | 1                 | 1     |